# Бланше, Кристоф
Кристоф Бланше (фр. Christophe Blanchet; род. 9 апреля 1973) — французский политик, член движения «Вперёд, Республика!», депутат Национального собрания Франции.

## Биография
Кристоф Бланше родился 9 апреля 1973 года в Кане в семье торговцев. Вырос в Уистреаме, а затем переехал с родителями в Мервиль-Франсвиль-Плаж. Окончил лицей Сальвадор-Альенде в Эрувиль-Сен-Клере. Получил высшее образование в Национальном институте экономических и коммерческих наук (INSEEC) в Париже в 1998 году. После этого обучался в университете Скидмор в Нью-Йорке, получил степень магистра в области международного менеджмента и маркетинга.
Вернувшись во Францию, Кристоф Бланше прошел военную службу в парашютно-десантных войсках, затем ещё 14 месяцев служил по контракту в 11-десантной дивизии в Тулузе. Был награждён медалью национальной обороны.
В 20 лет Кристоф Бланше открыл в Кане вместе с братом свой первый ночной клуб под названием Joy’s; параллельно он учился в бизнес-школах, что позволило ему сохранить свой бизнес и расширить его, открыв в городе несколько ночных клубов, баров и ресторанов.
Кристоф Бланше также стал активистом синдиката владельцев ночных заведений в регионе Нормандия. Он был вице-президентом Союза индустрии гостеприимства (UMIH), Ассоциации независимых профессионалов индустрии гостеприимства (APIIH) и Национального синдиката владельцев дискотек и мест отдыха. За время этой работы он пришел к выводу, что власти слишком часто очерняют мир ночных развлечений. Он начал проводить в ночных клубах и дискотеках департамента Кальвадос агитационные мероприятия, направленные на безопасность дорожного движения: в ночных клубах были установлены огромные плакаты с изображением дорожно-транспортных происшествий и автомобилей с номерными знаками, всегда заканчивающимися на 14 (порядковый номер департамента Кальвадос). Также всем посетителям предлагались алкотестеры, и для тех, кто не пил, вход был бесплатным.
Политическую карьеру Кристоф Бланше начал в родной коммуне Мервиль-Франсвиль-Плаж в качестве заместителя мэра. В апреле 2016 года он объявил о намерении баллотироваться в депутаты Национального собрания Франции по 4-му избирательному округу департамента Кальвадос как независимый кандидат. За месяц до выборов он получил поддержку президентского движения «Вперёд, Республика!». Во втором туре выборов он победил с 55,82 % голосов, опередив действующего депутата и бывшего министра Николь Амлин.
В Национальном собрании Кристоф Бланше является членом комиссии по национальной обороне и вооруженным силам. В июле 2019 года неудачно баллотировался на пост председателя этой комиссии.
На выборах в Национальное собрание в 2022 году он вновь баллотировался в четвёртом округе департамента Кальвадос от президентского большинства и сохранил мандат депутата, набрав во втором туре 61,1 % голосов.

## Занимаемые выборные должности
с 23.03.2014 — член совета коммуны Мервиль-Франсвиль-Плаж 

с 21.06.2017 — депутат Национального собрания Франции от 4-го избирательного округа департамента Кальвадос.